# Eulemur fulvus
El lémur pardo (Eulemur fulvus) es una especie de primate estrepsirrino de la familia Lemuridae que se encuentra en Madagascar, así como en Comoras y en la isla de Mayotte, donde ha sido introducido.